# Crociata bosniaca
La crociata bosniaca è stato un conflitto combattuto nei Balcani Occidentali tra il 1235 al 1241. Sebbene formalmente invocata da papa Gregorio IX con l'obiettivo di combattere non meglio specificati eretici, fu di fatto una guerra di conquista del Regno d'Ungheria ai danni del Banato di Bosnia. Sotto il comando del principe ungherese Colomanno di Galizia, i crociati riuscirono a occupare solo parti marginali del paese.
La crociata terminò bruscamente quando l'Ungheria stessa fu invasa dai mongoli, costringendo gli ungheresi a ritirarsi per andare a difendere il proprio paese e ad abbandonare i territori conquistati. Altri papi tentarono in seguito di indire nuove crociate contro la Bosnia, ma nessuno di questi appelli ricevette riposta.
Questo fallito tentativo di conquista instillò nella popolazione bosniaca un sentimento di odio e diffidenza verso gli ungheresi che sarebbe durato per secoli.

## Antefatti
Già diverse volte erano state invocate crociate contro la Bosnia, un paese considerato un coacervo di eresie dal resto dell'Europa cattolica così come dai suoi vicini ortodossi. Una prima crociata fu evitata nell'aprile 1203, quando il bano Kulin promise di praticare il cristianesimo seguendo il rito romano cattolico e riconobbe pubblicamente la supremazia spirituale del vescovo di Roma. Kulin riaffermò inoltre la sovranità dei re d'Ungheria sulla Bosnia. In pratica, tuttavia, l'indipendenza del Banato di Bosnia e della sua Chiesa continuò a crescere.
Nel pieno della crociata albigese contro i catari della Francia negli anni 1220, si diffuse la voce dell'esistenza di un "antipapa cataro", chiamato Niceta, la cui sede si trovava in Bosnia. Benché non fosse mai stato confermato se questo Niceta esistesse o meno, i vicini ungheresi approfittarono della diffusione di questa diceria per reclamare la propria supremazia sul paese balcanico, ormai sostanzialmente autonomo. I bosniaci furono accusati di nutrire simpatie verso i bogomili, una setta cristiana strettamente imparentata con i catari dalla dottrina parimenti dualista. Nel 1221, queste preoccupazioni spinsero papa Onorio III a indire una crociata contro la Bosnia. Questa invocazione fu ripetuta nel 1225, ma problemi interni impedirono agli ungheresi di rispondere alla chiamata.
Il successore di Onorio, Gregorio IX, accusò lo stesso vescovo cattolico di Bosnia di offrire protezione agli eretici, oltre che di analfabetismo, di simonia, di ignoranza della formula trinitaria e di errori nella celebrazione della messa e dei sacramenti. Questi fu deposto dallo stesso pontefice nel 1233 e rimpiazzato con il domenicano tedesco Giovanni di Wildeshausen, primo vescovo di Bosnia non bosniaco. Nello stesso anno, il bano Matteo Ninoslav abbandonò una non meglio specificata eresia, ma ciò non fu ritenuto sufficiente da Gregorio.

## Conflitto
Nel 1234, Gregorio IX rinnovò ancora l'invito alla crociata e questa volta l'Ungheria rispose prontamente. Benché sia possibile che la Chiesa bosniaca non fosse pienamente allineata con Roma, il vero obiettivo degli ungheresi era quello di espandere la propria autorità nei Balcani. Gregorio promise l'indulgenza a chi avrebbe combattuto e affidò a Colomanno, figlio di Andrea II e fratello minore di Béla IV, il comando delle operazioni militari, ponendo tutti i partecipanti sotto la protezione della Santa Sede.
Né i nemici da combattere né la regione da attaccare sono menzionati con precisione nelle lettere del papa a Colomanno e al vescovo di Bosnia. Egli usa il termine "Slavonia" (termine con cui si riferiva probabilmente alle terre abitate da slavi in senso generico più che alla Slavonia vera e propria), menzionando le "terre di Bosnia" solo nella lettera inviata al vescovo. Il fatto che il vescovo di Bosnia sia stato informato, tuttavia, rende chiaro che la Bosnia stessa fosse l'obiettivo primario. Le azioni militari sembra fossero indirizzate contro i bosniaci in generale, poiché le lettere parlano solo di generici eretici. Solo una fonte sembra sottintendere che l'obiettivo della crociata fossero i dualisti.
I primi scontri iniziarono nel 1235, ma il grosso dell'esercito ungherese riuscì a entrare in Bosnia solo tre anni dopo. Questo ritardo fu probabilmente causato dalla forte resistenza popolare nel nord del paese, in particolare nel Soli, dove il terreno montuoso aiutò "molti eretici" a difendersi dagli invasori. Nell'agosto 1236, papa Gregorio ordinò ai crociati di non importunare Sibislao, knez di Usora, e sua madre (parenti stretti di Matteo Ninoslav), entrambi "buoni cattolici" tra una nobiltà eretica, "gigli in mezzo alle spine". Vrhbosna (l'attuale Sarajevo) cadde entro il 1238, quando vi fu eretta una cattedrale dai domenicani che accompagnavano l'esercito crociato. L'ordine domenicano prese il controllo della diocesi di Bosnia, ora sotto la guida di un nuovo vescovo, un ungherese di nome Ponsa. I domenicani registrarono la condanna al rogo di alcuni "eretici", ma sembra non siano riusciti a ottenere informazioni sulla natura esatta della loro eresia. I crociati si mossero poi verso la Zaclumia, o almeno questa era la loro intenzione, poiché non è chiaro se l'abbiano mai raggiunta. Quel che è certo è che gli ungheresi non riuscirono mai a conquistare il cuore dei domini bosniaci, dove Matteo Ninoslav continuò a esercitare il suo potere di bano per l'intera durata del conflitto e dove i domenicani non misero mai piede.

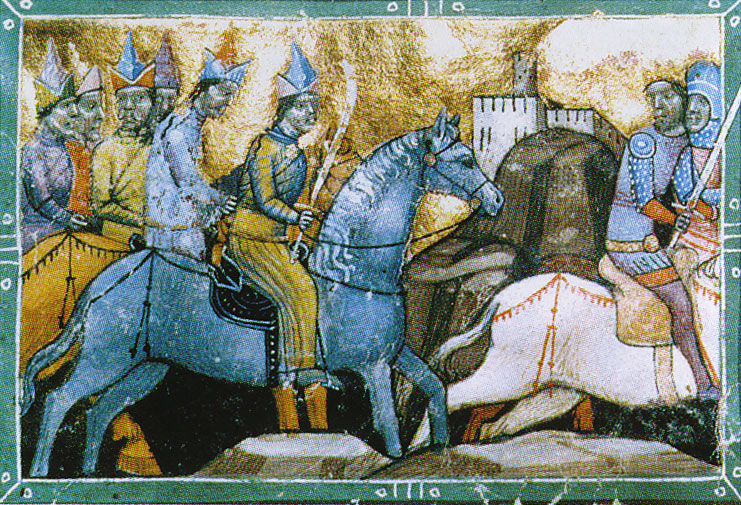
Ungheresi in fuga dai Mongoli

Tuttavia, nel 1241, l'invasione mongola dell'Europa salvò la Bosnia: i mongoli guidati da Batu Khan, dopo aver sottomesso e devastato la Rus' di Kiev, si riversarono in Ungheria, costringendo le truppe crociate a lasciare la Bosnia per affrontare i propri invasori. Il loro esercito fu sbaragliato nella battaglia di Mohi, nella quale Colomanno stesso perse la vita, cancellando definitivamente ogni possibilità di una rapida futura ripresa della crociata. La Bosnia recuperò il controllo di tutti i territori precedentemente persi e conservò la propria indipendenza, venendo inoltre risparmiata dalle scorrerie dei mongoli che saccheggiarono il resto degli stati balcanici.

## Seguito
La minaccia di una nuova persecuzione religiosa contro la Bosnia riapparve pochi anni dopo la fine della guerra. Papa Innocenzo IV iniziò a incalzare gli ungheresi affinché intraprendessero un'altra crociata già tra il 1246 e il 1247 e i magiari si dimostrarono disponibili. Matteo Ninoslav tuttavia si difese, affermando che la sua alleanza con gli eretici fosse stata dovuta solo alla necessità di difendere la Bosnia dagli invasori ungheresi. Sembra che la spiegazione del bano abbia convinto Innocenzo, che revocò la crociata nel marzo 1248.
Una crociata contro la Bosnia fu indetta nuovamente da papa Benedetto XII nel 1337-38 e ancora da papa Urbano V nel 1367, ma le circostanze politiche erano drasticamente cambiate. L'Ungheria era ora governata da una nuova dinastia, gli Angioini, che erano alleati dei sovrani Kotromanić di Bosnia. Re Carlo Roberto d'Angiò dichiarò in almeno un'occasione che qualsiasi ungherese che avesse attaccato la Bosnia, governata dal suo amico Stefano II, sarebbe stato considerato un traditore.
L'unico impatto significativo e duraturo della crociata bosniaca fu accrescere il sentimento anti-ungherese tra la popolazione bosniaca. Questo sentimento sopravvisse per secoli, influenzando le politiche bosniache e giocando un importante ruolo nella conquista ottomana della Bosnia del 1463.